# James Collip
James Bertram Collip (ur. 20 listopada 1892 w Belleville, zm. 19 czerwca 1965) – kanadyjski biochemik i fizjolog. Wchodził w skład zespołu naukowców z Uniwersytetu Toronto, którzy odkryli insulinę.

## Życiorys
Współpracował z Frederickiem Bantingiem, Charlesem Bestem i Johnem Macleodem, a jego zadaniem było uzyskanie oczyszczonego ekstraktu trzustkowego, który można by zastosować w próbach klinicznych.
Praca naukowa zespołu została uwieńczona sukcesem – uzyskano insulinę, która nadawała się do zastosowania w leczeniu chorych na cukrzycę. Banting, Best i Collip uzyskali patent na wytwarzanie insuliny, który od razu sprzedali za 1 dolara uniwersytetowi w Toronto.
Na skutek konfliktów w zespole, w roku 1923 Nagroda Nobla w dziedzinie medycyny została przyznana tylko Bantingowi i Macleodowi. Ponieważ Banting uważał, że Best niesłusznie został pominięty, podzielił się z nim pieniędzmi ze swojej części nagrody, w odpowiedzi na to, to samo zrobił Macleod w stosunku do Collipa. Jednak mimo to Best i Collip są powszechnie zapomniani jako współtwórcy tego osiągnięcia naukowego.
Większość swojej kariery naukowej i dydaktycznej spędził na Uniwersytecie Zachodniego Ontario, gdzie w latach 1947–1961 był dziekanem wydziału medycznego.